# 刘世让
刘世让（?—?），字元钦，雍州醴泉人，唐代将领，隋代为征仕郎，李渊起义后追随他官至广州总管，被封为弘农郡公。后因被诬陷与突厥同谋被诛，贞观初平反，妻子被放归。

## 生平
刘世让在隋末为征仕郎，李渊入驻长安后率自己的地盘榷州投靠李唐，因此被授予通议大夫。后来唐弼有残兵袭击扶风，刘世让请命出征，得到数千将士。和西秦爆发浅水原之战后被任命为安定道行军总管，不久就被薛举所俘获并假意劝降，帮助泾州城防守，薛举被平定后刘世让也因为此功被授予彭州刺史一职。然后又兼任了陕东道行军总管，和王孝基一同征讨吕崇茂却被打败，与唐俭一起被俘虏。在被俘虏期间唐俭听说独孤怀恩要谋反，和尉迟恭商议后派遣刘世让越狱并告诉了李渊，在被证实后刘世让因此被封为弘农郡公，还附赐近千两以及一座庄园。随后不久刘世让便以资历累积升为并州总管。武德三年十二月，由于伦特勒在并州做犯，刘世让设计俘虏了伦特勒，李渊知道后十分高兴。就在不久以后，李密请求唐朝出兵震慑山东的窦建德，于是刘世让自井陉关出，被派去攻打窦建德的大本营洺州。但是等到武德四年三月的时候，由于刘世让先行攻破窦建德所属黄州，洺州被经过警讯的窦建德加固防御。于是刘世让无法短时间内突破洺州城，不久后也因突厥来寇被李渊召回。他在雁门戍守期间有一次突厥叩关，突厥方让李唐遣使郑元璹试图说服刘世让但是被刘世让强硬反对。随后颉利与高开道、苑君璋一同来武力扣关，经月余也无法攻破，不得不撤退。郑元璹回朝后禀报李渊说刘世让忠贞勇干李渊特意下制夸奖，还送了刘世让一匹马，六月时便召刘世让为广州总管，召见他垂问边防要策，刘世让回答说：“突厥数次入寇，最好用马邑作为后勤基地，随时可以让唐军补充军粮；再派遣勇将镇守崞城，在城内准备金帛用来犒赏投降的敌军；最后还可以多派遣骑兵抄掠敌方城外，破坏他们的农业，这样一来不出数年敌方就会因为没有粮食而投降。”李渊十分高兴，想要采纳他的计划并称赞刘世让说除了他还有谁能是勇将，于是刘世让被派去镇守崞城和马邑，经略突厥。而听闻过刘世让事迹的突厥人为了阻止他前去，派出了大臣曹般妷向李渊污蔑说刘世让和颉利同谋要作乱，而李渊也听信了突厥一方的话。但是刘世让依旧抵达了崞城，当时颉利率领突厥主力攻打马邑，被高满政在城外抵挡住数十天，刘世让便准备前去救援。但是刘世让抵达松子岭后不敢轻举妄动，又回崞城防守，不久便被疑心渐重的李渊下令诛杀并抄没全家。直到贞观初刘世让才被平反，他的妻儿才被赦免。

## 延伸阅读
[在维基数据编辑]
 《新唐書·卷094》，出自《新唐書》

### 书目
- 刘昫：《旧唐书》
- 司马光：《资治通鉴》

### 引用
1. ↑  《资治通鉴》卷一八四：“渊使通议大夫醴泉刘世让安集唐弼馀党”
2. ↑  《资治通鉴》卷一八四：“孝基怀恩筠唐俭及行军总管刘世让皆为所虏”
3. ↑  《资治通鉴》卷一八八：“俭恐怀恩遂成其谋乃说尉迟敬德「说输芮翻尉纡勿翻」请使刘世让还与唐连和敬德从之遂以怀恩反状闻”
《旧唐书》列传第九：“俭闻之惧怀恩为逆乃密令亲信刘世让以怀恩之谋奏闻”
4. ↑  《旧唐书》列传第九：“世让谒见高祖读奏大惊曰岂非天命也回舟而归分捕反者按验之怀恩自缢馀党伏诛”
5. ↑  《资治通鉴》卷一八八：“是月窦建德济河击孟海公「考异曰实录在十二月丙午盖于时唐始闻之遣刘世让攻洺州之日也今从革命记」”
《资治通鉴》卷一八八：“突厥伦特勒在并州大为民患「是年六月突厥留伦特勒于并州厥九勿翻」并州总管刘世让设策擒之上闻之甚喜”
6. ↑  《资治通鉴》卷一八八：“密遣人诣长安请出兵攻洺州以震山东「窦建德都洺州洛音名」丙午诏世让为行军总管使将兵出土门趣洺州「新志恒州鹿泉县有故井陉关一名土门关鹿泉汉之石邑也」”
7. ↑  《资治通鉴》卷一八九：“行军总管刘世让攻窦建德黄州拔之「黄州阙」洺州严备世让不得进会突厥将入寇上召世让还”
8. ↑  《资治通鉴》卷一八九：“并州总管刘世让屯雁门颉利与高开道苑君璋合众攻章十二行本之下有不克二字乙十一行本同孔本同张校同退斋校同」月馀乃退”
9. ↑  《资治通鉴》卷一百九十：“先是前并州总管刘世让除广州总管将之官上问以备边之策「先悉荐翻」世让对曰突厥比数为寇「比毗至翻数所角翻下同」良以马邑为之中顿故也「中顿者谓中道有城有粮可以顿食也置食之所曰顿唐人多言置顿」请以勇将戍崞城「崞音郭」多贮金帛「贮直吕翻」募有降者厚赏之数出骑兵掠其城下蹂其禾稼败其生业不出岁馀彼无所食必降矣「所角翻蹂人九翻败补迈翻」上然其计曰非公谁为勇将即命世让戍崞城马邑病之”
10. ↑  《资治通鉴》卷一百九十：“突厥恶弘农公刘世让为己患「恶乌路翻」遣其臣曹般妷来言世让与可汗通谋欲为乱「般蒲末翻可从刊入声汗音寒」上信之”
11. ↑  《资治通鉴》卷一百九十：“颉利可汗怒大发兵攻马邑高迁惧帅所部二千人斩关宵遁虏邀之失亡者半颉利自帅众攻城「帅读曰率」满政出兵御之或一日战十馀合上命行军总管刘世让救之”
12. ↑  《资治通鉴》卷一百九十：“至松子岭不敢进「松子岭地阙」还保崞城”；“冬十月丙午杀世让籍其家「听言之道必以其事观之突厥用间高祖遽信之而杀乾城之将不明甚矣」”
13. ↑  《旧唐书》列传第二十：“仕隋征仕郎高祖入长安世让以湋川归国拜通议大夫时唐弼馀党寇扶风世让自请安辑许之俄得数千人复为安定道行军总管率兵以拒薛举战败世让及弟宝俱为举军所获举将至城下令绐说城中曰大军五道已趣长安宜开门早降世让伪许之因告城中曰贼兵多少极于此矣宜善自固以图安全举重其执节竟不之害太宗时屯兵高墌世让潜遣宝逃归言贼中虚实高祖嘉之赐其家帛千匹及贼平得归授彭州刺史寻领陝东道行军总管与永安王孝基击吕崇茂于夏县诸军败绩世让与唐俭俱为贼所获狱中闻独孤怀恩有逆谋逃还以告高祖时高祖方济河将幸怀恩之营闻难惊曰刘世让之至岂非天命哉因劳之曰卿往陷薛举遣弟潜效款诚今复冒危告难是皆忧国忘身也寻封弘农郡公赐庄一区钱百万累转并州总管统兵屯于雁门突厥处罗可汗与高开道苑君璋合众攻之甚急鸿胪卿郑元璹先使在蕃可汗令元璹来说之世让厉声曰大丈夫奈何为夷狄作说客耶经日馀虏乃退及元璹还述世让忠贞勇干高祖下制褒美之锡以良马未几召拜广州总管将之任高祖问以备边之策世让答曰突厥南寇徒以马邑为其中路耳如臣所计请于崞城置一智勇之将多储金帛有来降者厚赏赐之数出奇兵略其城下芟践禾稼败其生业不出岁馀彼当无食马邑不足图也高祖无可任者乃使驰驿往经略之突厥惧其威名乃纵反间言世让与可汗通谋将为乱高祖不之察遂诛世让籍没其家贞观初突厥来降者言世让初无逆谋始原其妻子”